# استویچو استویلاو
ستویچو ستویلاو (بلغاری: Стойчо Стоилов؛ زادهٔ ۱۵ اکتبر ۱۹۷۱) یک بازیکن فوتبال اهل بلغارستان است.
وی همچنین در تیم ملی فوتبال بلغارستان بازی کرده است.